# Cleome kalachariensis
Cleome kalachariensis är en paradisblomsterväxtart som först beskrevs av Schinz, och fick sitt nu gällande namn av Ernest Friedrich Gilg och Ben.. Cleome kalachariensis ingår i släktet paradisblomstersläktet, och familjen paradisblomsterväxter. Inga underarter finns listade i Catalogue of Life.